# Batman (komiks TM-Semic)
Batman – miesięcznik komiksowy, wydawany w latach 1990-1997 przez wydawnictwo TM-Semic. Seria ta stanowiła polskie przedruki oryginalnych amerykańskich wydań głównie z serii Detective Comics i Batman, rzadziej z innych, takich jak Shadow of the Bat czy Legends of the Dark Knight. Wyszło 82 numery. Po zawieszeniu serii była ona kontynuowana przez 15 numerów w miesięczniku Batman & Superman.